# Jeff Barry
Jeff Barry (nacido como Joel Adelberg, el 3 de abril de 1938, Brooklyn, Nueva York) es un productor, escritor y cantante de pop estadounidense. Algunas de las composiciones de mayor trascendencia de su carrera son "Do Wah Diddy Diddy", "Da Doo Ron Ron", "Then He Kissed Me", "Be My Baby", "Chapel of Love", y "River Deep - Mountain High" (todas escritas con Ellie Greenwich y Phil Spector); "Leader of the Pack" (escrita con Greenwich y Shadow Morton); y "Sugar, Sugar" (escrita con Andy Kim). También produjo los tres álbumes del grupo The Illusion.

## Biografía
Barry nació el 3 de abril de 1938 en Brooklyn (Nueva York) en el seno de una familia judía. Sus padres se divorciaron cuando tenía siete años, y él junto a su madre y hermana se mudaron a Plainfield, Nueva Jersey, donde residieron durante varios años antes de volver a Nueva York.
Después de graduarse en la Erasmus Hall High School, Barry sirvió en el  Ejército, y luego regresó a Nueva York, donde asistió a la universidad de la ciudad. Aunque se inclinó hacia un título en ingeniería, su principal aspiración era ser cantante. Dejó la universidad a fines de los años 50 para firmar con RCA Records, por cortesía del editor de música Arnold Shaw. Alrededor de este tiempo, adoptó un nuevo nombre más en sintonía con espectáculo, el nombre "Jeff" del actor Jeff Chandler y "Barry" de amigos de la familia.
A partir de 1959, Barry formó pareja, tanto sentimental como profesionalmente, con Ellie Greenwich. En el verano de 1960, Barry y Greenwich grabaron el tema "Red Corvette", que fue lanzado como sencillo bajo el nombre de Ellie Gee and The Jets. Ambos comenzaron a trabajar como compositores para Trio Music, una compañía dirigida por Jerry Leiber y Mike Stoller situada en el edificio Brill de Manhattan. 
Barry y Greenwich se casaron en octubre de 1962 y pronto se asociaron al productor Phil Spector. Juntos crearon grandes éxitos comerciales para artistas como The Crystals, The Ronettes o Darlene Love. A principios de 1963, la pareja logró alcanzar el éxito como intérpretes con los sencillos "What A Guy" y "The Kind of Boy You Can't Forget", grabados bajo el nombre de "The Raindrops" para Jubilee Records. A finales de año publicaron el sencillo "That Boy John" que tuvo una discreta acogida en las listas de éxitos. En 1966, una versión del tema "Hanky Panky", que aparecía como cara B de "That Boy John" publicada por Tommy James & The Shondells, alcanzó el número 1 de la lista Billboard Hot 100.
En 1964, Leiber y Stoller ficharon a Barry y Greenwich para su nuevo sello, Red Bird Records, como compositores y productores. De los primeros 20 lanzamientos de Red Bird, 15 alcanzaron el éxito en las listas Billboard Hot 100, y todos ellos fueron escritos o producidos por la pareja Barry-Greenwich, incluidos "Chapel of Love", "People Say" e "Iko Iko" de The Dixie Cups, y "Remember (Walkin' in the Sand)" y "Leader of the Pack" de The Shangri-Las. "Do Wah Diddy Diddy", originalmente grabado por el grupo The Exciters, llegó al número 1 en la versión de la banda británica Manfred Mann.
En 1965, la pareja se divorció, aunque continuaron su relación profesional. En 1966 Barry y Greenwich descubrieron el talento de un joven Neil Diamond, a quien produjeron sus primeros éxitos, "Solitary Man", "Cherry, Cherry", "Kentucky Woman" y "Girl You'll Be A Woman Soon" para el sello de Bert Berns, Bang Records. Durante esa época, colaboraron también con Phil Spector escribiendo el tema "River Deep, Mountain High", para Ike y Tina Turner y "I Can Hear Music" para The Ronettes y The Beach Boys. Barry, por su parte, colaboró con Marty Sanders, miembro del grupo Jay and the Americans, y Bert Berns, con quienes escribió "Am I Groovin' You?", para Freddie Scott en 1967. 
Barry produjo también numerosas canciones para The Monkees, entre las que destaca el sencillo "I'm a Beliver", un tema escrito por Neil Diamond que alcanzó el número 1 del Billboard Hot 100 el 31 de diciembre de 1966.